# Giovan Battista Bertagni
Giovan Battista Bertagni (Lucca, 27 marzo 1921 – Asciano senese, 27 novembre 2007) è stato un militare e partigiano italiano.
Decorato con Medaglia d'oro al valor militare a vivente.

## Biografia
L'8 settembre 1943 era mobilitato come sottotenente di complemento degli Alpini in forza al 4º Reggimento. Al momento dell'armistizio raggiunse i monti della Garfagnana e cominciò la lotta contro i nazifascisti. Per la sua esperienza militare e il suo coraggio gli fu affidato il comando del III Battaglione della Brigata "Garfagnana" della Divisione partigiana "Lunense", compiendo lungo la "Linea Gotica" imprese leggendarie, che nel 1996 gli valsero la concessione della Medaglia d'oro al valor militare a vivente. 
Per la formazione comandata da Bertagni fu informatore e staffetta Luigi Berni (1894-1944), anche lui medaglia d’oro al valore militare (alla memoria).
Dopo la Liberazione, Giovan Battista Bertagni è tornato nella sua terra per farvi l'imprenditore. Stranamente, visto il peso della figura, non si trovano molte informazioni riguardo alla sua scomparsa, avvenuta verosimilmente nel 2007, in base a quanto scritto in un articolo riguardante la celebrazione del 25 aprile, appunto del 2007, sotto indicato.